# SBV Vitesse
A Vitesse egy holland labdarúgócsapat, székhelye Arnhem városában található. Jelenleg a holland élvonalban szerepel.

## Jelenlegi keret
2020. október 17. szerint.
| #  |     | Poszt | Név                                                  |
| -- | --- | ----- | ---------------------------------------------------- |
| 2  | ISR | V     | Eli Dasa                                             |
| 3  | NED | V     | Danilho Doekhi                                       |
| 5  | ENG | V     | Max Clark                                            |
| 6  | DNK | V     | Jacob Rasmussen (kölcsönben a Fiorentina csapatától) |
| 7  | BEL | CS    | Loïs Openda (kölcsönben a Club Brugge csapatától)    |
| 8  | NOR | KP    | Sondre Tronstad                                      |
| 9  | ALG | CS    | Oussama Darfalou                                     |
| 10 | NED | KP    | Riechedly Bazoer                                     |
| 11 | ALB | CS    | Armando Broja (kölcsönben a Chelsea csapatától)      |
| 14 | MAR | KP    | Oussama Tannane                                      |
| 15 | NOR | CS    | Filip Delaveris                                      |
| 16 | NED | CS    | Roy Beerens                                          |
| 17 | NGA | CS    | Hilary Gong                                          |
| 18 | CZE | V     | Tomáš Hájek                                          |
| 20 | NED | KP    | Thomas Bruns                                         |

| #  |     | Poszt | Név                                              |
| -- | --- | ----- | ------------------------------------------------ |
| 21 | SVK | KP    | Matúš Bero                                       |
| 22 | NED | K     | Remko Pasveer ()                                 |
| 23 | NED | K     | Bilal Bayazit                                    |
| 24 | NED | K     | Jeroen Houwen                                    |
| 27 | GER | KP    | Idrissa Touré (kölcsönben a Juventus csapatától) |
| 29 | NED | CS    | Thomas Buitink                                   |
| 32 | GER | V     | Maximilian Wittek                                |
| 36 | NED | KP    | Patrick Vroegh                                   |
| 37 | NED | KP    | Yassin Oukili                                    |
| 39 | NED | V     | Enzo Cornelisse                                  |
| 40 | NED | KP    | Daan Huisman                                     |
| 41 | NED | V     | Brend Leeflang                                   |
| 42 | NED | V     | Million Manhoef                                  |
| 43 | NED | CS    | Roy Kuijpers                                     |

## Sikerlista
- Eerste Divisie (II):
  - Bajnok: 1976–77, 1988–89

- Tweede Divisie (III):
  - Bajnok: 1965–66

- Holland kupa:
  - Győztes: 2016–17

- Parbo Bier kupa:
  - Győztes: 2012

## Külső hivatkozások
- Hivatalos oldal